# Rue des Taillandiers
La rue des Taillandiers est une voie du 11e arrondissement de Paris, en France.

## Situation et accès
La rue des Taillandiers est une voie publique située dans le 11e arrondissement de Paris. Elle débute au 29, rue de Charonne et se termine au 66, rue de la Roquette.

## Origine du nom
Elle porte ce nom parce que cette voie était habitée par un grand nombre de taillandiers.

## Historique
Cette rue est ouverte par ordonnance du 15 juillet 1829, sous le nom de « rue Neuve-Louis-Philippe » avant de prendre le nom de « rue Neuve-de-Lappe », puis de prendre sa dénomination actuelle par arrêté du 26 février 1867.
Le no 19 abrite depuis 1961 le lycée des métiers d'art et de la mode Paul-Poiret, fondé à Paris en 1920, dont le nom rend hommage au grand couturier Paul Poiret (1879-1944).

## Bâtiments remarquables et lieux de mémoire
- No 2 bis : Le Badaboum.
- No 19 : lycée public Paul-Poiret, lycée des métiers d'art de la mode et du spectacle.